# Dámóc
Dámóc (slovensky Damovce) je vesnice v Maďarsku, v Boršodsko-abovsko-zemplinské župě v Cigándském okrese. Má rozlohu 1599 ha a k roku 2007 zde žilo 413 obyvatel.[zdroj?] První písemná zmínka pochází z roku 1364.
V obci se nalézá kostel ukrajinské řeckokatolické církve z roku 1735, jenž byl mezi lety 1816 a 1832 přestavěn do novobarokní podoby.